# فاضل إبراهيم المشهداني
فاضل إبراهيم محمود المشهداني هو سياسي عراقي سابق، وقيادي في حزب البعث العربي الاشتراكي، شغل عضوية القيادة القطرية للحزب للفترة من عام 1994 إلى 18 مايو 2001، لكنه بقي محتفظا ببعض صلاحياته حتى احتلال العراق عام 2003، حيث شغل منصب مدير أمانة سر القطر لحزب البعث، كما كان من قادة المكتب العسكري للحزب.
اعتقل في أبريل 2005 في شمال شرق بغداد لأنه كان احد قيادات النظام السابق.